# フランツ・リスト室内管弦楽団
フランツ・リスト室内管弦楽団（ハンガリー語: Liszt Ferenc Kamarazenekar）は、ハンガリー・ブダペストに本拠地がある室内オーケストラである。基本編成は弦楽アンサンブルだが、曲により管楽器も加わる。

## 概要
1963年にフランツ・リスト音楽院教授のフリギエシュ・シャンドールを中心として音楽院の学生達により設立。現在はチェロ奏者であるイシュトヴァーン・ヴァルダイが芸術監督を務めている。基本的に指揮者を置かず、ヴァルダイのリーダーシップにより演奏を行っており、高いアンサンブル精度を誇る。世界50カ国以上での公演実績があり、米カーネギーホール、日本のサントリーホール、豪シドニーオペラハウスなどでも演奏。
レコーディングは、フンガロトン・レーベルを中心にバッハからモーツァルト、バルトークなどの弦楽合奏曲が多くある。また、レイモンド・レッパード指揮でモーツァルトの歌劇『バスティアンとバスティエンヌ』もある。